# 聖達
聖達（しょうたつ、生没年不詳）は、鎌倉時代中期の浄土宗の僧。「性達」とも書く。

## 略歴
浄土宗西山派の祖である証空（1177年 - 1247年）に師事して浄土教学を学び、九州筑前の大宰府で浄土宗を広めた。なお、時宗の祖である一遍（1239年 - 1289年）が12年にわたり聖達に師事して浄土教学を学んでいる。